# Ui-te-Rangiora
Ui-te-Rangiora ist eine männliche Sagengestalt aus Polynesien, die um das Jahr 650 gelebt haben soll. Ui-te-Rangiora soll mehrere Entdeckungsfahrten im pazifischen Raum unternommen haben, unter anderem nach Hawaii und den Gesellschaftsinseln. Es wird auch berichtet, er habe als erster Seefahrer subantarktische Inseln und das südliche Polarmeer entdeckt, das ihm „wie mit weißen Flocken bedeckt“ vorgekommen sei. Die Sagengeschichte des Ui-te-Rangiora beruhte ursprünglich auf mündlicher Überlieferung der Bewohner der Insel Rarotonga.

## Verwandte Themen
- Melanesien, Mikronesien
- Südsee
- Entdecker
- Seefahrt